# Sent Marian
Sent Marien (en francès Saint-Marien) és una localitat i comuna de França, a la regió de la Nova Aquitània, departament de la Cruesa. La seva població al cens de 1999 era de 186 habitants. Està integrada a la Communauté de communes du Pays de Boussac.

## Demografia
| 1968 | 1975 | 1982 | 1990 | 1999 |
| ---- | ---- | ---- | ---- | ---- |
| 354  | 304  | 262  | 232  | 186  |

## Administració
| Període   | Identitat       | Partit |
| --------- | --------------- | ------ |
| 1989-2001 | Albert Beuze    | PCF    |
| 2001-2008 | Paul Chevalier  |        |
| 2008-     | Thierry Briault | PCF    |